# Iskaka
Iskaka (àrab: إسكاكا, Iskākā) és una vila palestina de la governació de Salfit, a Cisjordània, 27 kilòmetres al sud-oest de Nablus. Segons l'Oficina Central Palestina d'Estadístiques tenia 912 habitants el 2007.